# Tetractenion luteum
Tetractenion luteum är en stekelart som beskrevs av André Seyrig 1935. Tetractenion luteum ingår i släktet Tetractenion och familjen brokparasitsteklar. Inga underarter finns listade i Catalogue of Life.